# Jerry Van Dyke
Pour les articles homonymes, voir Dyke (homonymie).
Jerry Van Dyke, né le 27 juillet 1931 à Danville, Illinois (États-Unis) et mort le 5 janvier 2018 à Malvern, Arkansas (États-Unis) est un acteur américain,.
Il est le frère cadet de Dick Van Dyke.

## Biographie
Il amorce sa carrière comme stand-up au début des années 1950. Quand il s'enrôle dans la United States Air Force en 1952, il donne, à la demande de l'armée, des spectacles pour garder le moral des troupes. C'est en qualité d'humoriste qu'il participe à des émissions de la télévision américaine, notamment dans The Judy Garland Show (en) en 1963.
Comme acteur, il se fait remarquer en tenant le rôle de Stacey Petrie dans The Dick Van Dyke Show, le sitcom de son frère aîné Dick Van Dyke. Il incarne le héros Dave Crabtree dans la série télévisée Une mère pas comme les autres (My Mother the Car) pendant la saison 1965-1966, puis Jerry Webster dans la série Accidental Family (en) pendant la saison 1967-1968. Ces deux séries ayant été des échecs, il se produit surtout, au cours des années 1970, comme stand-up sur les scènes réputées de Las Vegas, Reno et Atlantic City, tout en apparaissant régulièrement à la télévision comme stand-up ou comme acteur invité, notamment dans les séries Love, American Style et The Mary Tyler Moore Show.
De 1989 à 1997, il est Luther Van Dam, un sympathique et bourru entraîneur adjoint, dans la série télévisée Coach. Ce rôle lui vaut d'être nommé à quatre reprises pour un Primetime Emmy Award du meilleur acteur dans un second rôle dans une série télévisée comique.
De 2001 à 2005, il joue le rôle récurrent mineur de Big Jimmy Hughes dans la série télévisée Oui, chérie ! (Yes, Dear).

## Filmographie
- 1962-1965 : The Dick Van Dyke Show (série télévisée) : Stacey Petrie
- 1963 : The Judy Garland Show (en) (série télévisée) : lui-même
- 1963 : McLintock! : Matt Douglas Jr.
- 1963 : Il faut marier papa (The Courtship of Eddie's Father) : Norman Jones
- 1963 : Les dingues sont lachés (Palm Springs Weekend) de Norman Taurog : Biff Roberts
- 1965 : Love and Kisses : Freddy
- 1965 : Une mère pas comme les autres (My Mother the Car) (série télévisée) : Dave Crabtree
- 1967 : Accidental Family (en) (série télévisée) : Jerry Webster
- 1969 : Angel in My Pocket (en) d'Alan Rafkin : Emery
- 1970 : The Headmaster (série télévisée) : Coach Jerry Brownell
- 1970-1971 : Love, American Style
- 1972-1973 : Wes Callison
- 1976 : The Amazing Cosmic Awareness of Duffy Moon (TV) : Mr. Finley
- 1979 : 13 Queens Boulevard (série télévisée) : Steven Winters
- 1986 : Fresno (feuilleton TV) : Tucker Agajanian
- 1987 : W.A.R.: Women Against Rape : Bernard Blackwell
- 1987 : Run If You Can : Brian
- 1989-1997 : Coach (série télévisée) : Luther Van Dam
- 1992 : Sarah et Julie n'en font qu'à leur tête (To Grandmother's House We Go) (TV) : Harvey "Harv"
- 1997 : Annabelle : un amour de petite vache : Grand-père Baker (voix)
- 1997 : Merry Christmas, George Bailey (TV) : Uncle Billy
- 1997-1998 : You Wish (en) (série télévisée) : Grandpa Max
- 1998 : Teen Angel (série télévisée) : Grandpa Jerry Beauchamp
- 2001-2005 : Oui, chérie ! (Yes, Dear) : Big Jimmy Hughes
- 2004 : The Dick Van Dyke Show Revisited (TV) : Stacey Petrie
- 2008 : Earl (série télévisée) (s04-ep04) : Jerry
- 2010 : Raising Hope (série télévisée) (saison 1, épisode 18) : Mel
- 2010-2015 : The Middle (série télévisée) : Tag Spence

## Récompenses et nominations

### Nominations
- 1990 : Primetime Emmy Award du meilleur acteur dans un second rôle dans une série télévisée comique pour le rôle de Luther Van Dam dans Coach
- 1991 : Primetime Emmy Award du meilleur acteur dans un second rôle dans une série télévisée comique pour le rôle de Luther Van Dam dans Coach
- 1992 : Primetime Emmy Award du meilleur acteur dans un second rôle dans une série télévisée comique pour le rôle de Luther Van Dam dans Coach
- 1994 : Primetime Emmy Award du meilleur acteur dans un second rôle dans une série télévisée comique pour le rôle de Luther Van Dam dans Coach